# أركيكاد
أرتشيكاد أو أركيكاد ArchiCAD هو برنامج للتصميم المعماري باستخدام الحاسب وهو أحد برامج نمذجة معلومات البناء ، يعمل في ظل الويندوز كما الماكينتوش والذي قد تم تطويره من قبل شركة غرافيسوفت المجرية.
بدأ تطور البرنامج من عام 1982 لآبل ماكينتوش حيث نال شهرة واسعة حينها. وعُرف حينها كأول برنامج رسومي يعمل على حاسوب شخصي قادر على إنشاء رسوم ثنائية وثلاثية الأبعاد في آن واحد. يقوم اليوم أكثر من 200000 معماري باستخدامه في تصميم الأبنية.
يمكن الأركيكاد مستخدمه من التعامل مع عناصر مكتبية تعتمد على قاعدة بيانات، لذلك عادة يسمي مستخدمي البرنامج تلك العناصر المكتبية «عناصر مكتبية». وهذا هو الاختلاف الجوهري بين البرنامج والبرمجيات الرسومية التي أنشئت في عام 1980, ومن ضمنها برنامج أوتوكاد من شركة أوتوديسك. حيث يمكن برنامج الأركيكاد مستخدمه من إنشاء مبنى وهمي من عناصر إنشائية وهمية مثل الجدران، والبلاطات (العقدات), الأسطح، الأبواب, الشبابيك والأثاث. كما يتوفر ضمن البرنامج خيارات كبيرة من العناصر المكتبية القابلة للتعديل.
كما يُمَكن الأركيكاد مستخدمه من التعامل مع كلا الرسوم الثنائية والثلاثية الأبعاد على شاشة الحاسوب في وقت واحد. وذلك بإمكانية إخراج الرسومات ثنائية الأبعاد في أي لحظة، وكذلك تقوم قاعدة بيانات المجسم في البرنامج بتخزين البيانات على شكل ثلاثي الأبعاد. كما يمكن استخراج الإسقاطات الأفقية والواجهات والمقاطع من مجسم المشروع والتي يتم تحديثها بشكل دوري. كما يمكن الحصول على رسوم تفصيلية من أجزاء مكبرة من المجسم مع إضافة تفاصيل ثنائية الأبعاد عليها.